# Natalia Smirnoff
Natalia Smirnoff (* 14. Mai 1972 in Buenos Aires) ist eine argentinische Filmregisseurin und Drehbuchautorin.

## Biografie
Natalia Smirnoff begann zuerst ein Ingenieursstudium. Ab Ende der 1990er Jahre fasste sie im Filmgeschäft Fuß. Nach dem Studium der Filmregie an der Filmhochschule von Buenos Aires arbeitete sie sieben Jahre als Regisseurin für das Fernsehen. Als Regieassistentin war sie erstmals 1999 an den Dreharbeiten zu Marco Bechis’ preisgekröntem Drama Junta beteiligt. In den folgenden Jahren assistierte sie so bekannten argentinischen Filmemachern wie Lucrecia Martel (La Ciénaga – Morast, 2001; La niña santa – Das heilige Mädchen, 2004), Héctor Olivera (Antigua vida mía, 2001), Alejandro Agresti (Mutter gesucht, 2002; Un mundo menos peor, 2004), aber auch Debütregisseuren wie Damián Szifron (El fondo del mar, 2003) und Jorge Gaggero (Cama adentro, 2004). Ebenso machte sie sich einen Namen als Casting-Regisseurin für Martel sowie Ariel Rotters preisgekröntes Drama Der Andere (2007).
Im Jahr 2009 legte Smirnoff mit Rompecabezas (dt.: „Puzzle“) ihr Spielfilmdebüt vor, für das sie auch das Drehbuch verfasste. In dem Film, finanziert vom nationalen argentinischen Filminstitut INCAA, schlüpfte María Onetto in die Rolle einer 50-jährigen Hausfrau aus der Vorstadt, die sich Puzzles widmet. Ihr Talent für diese Denksportaufgabe bringt sie mit einem Multimillionär (gespielt von Arturo L. Goetz) zusammen, mit dem sie an den Welttitelkämpfen in Deutschland teilnimmt.
Rompecabezas fand im September 2009 Aufnahme in die Reihe Cine en Construcción des Filmfestivals von San Sebastián. Dort gewann der Film den Förderpreis des spanischen Instituts Casa de América, das die Post-Produktion mit 10.000 Euro unterstützte. Wenige Monate später erhielt Smirnoff für ihren Debütfilm eine Einladung in den Wettbewerb der 60. Internationalen Filmfestspiele von Berlin, wo Rompecabezas aber unprämiert blieb.

## Filmografie
- 1997: Naturaleza muerta (Kurzfilm)
- 2009: Rompecabezas

## Auszeichnungen
- 2010: Nominierung für den Filmpreis der Academia de las Artes y Ciencias Cinematográficas de la Argentina für Rompecabezas (Bester Debütfilm)
- 2011: Cóndor de Plata der Asociación de Cronistas Cinematográficos de la Argentina für Rompecabezas (Bester Debütfilm), zwei weitere Nominierungen (Beste Regie, Bestes Originaldrehbuch)
- 2011: Drehbuchpreis beim Cartagena Film Festival für Rompecabezas